# Syntretus sculptor
Syntretus sculptor är en stekelart som beskrevs av Sergey A. Belokobylskij och Ku 1998. Syntretus sculptor ingår i släktet Syntretus och familjen bracksteklar. Inga underarter finns listade i Catalogue of Life.